# Hattusili I.
Ḫattušili I. [Hatusili] (Labarna II.) (~1650. pr. Kr. - ~1620. pr. Kr.) bio je hetitski kralj, nasljednik Labarne.

## Biografija

### Porijeklo
Ne zna se tko je točno bio Ḫattušilijev otac, ali se zna da je Ḫattušilijeva teta bila kraljica Tawannanna, Labarnina supruga. Pretpostavlja se da je Ḫattušili bio sin kralja Papaḫdilmaḫa, ali je svakako bio unuk PU-Šarrume.

### Vladavina
Ḫattušili je došao na vlast nakon Labarne, svog tetka, te je proglasio:
"Neka u budućnosti nitko ne izgovori ime Tawannannino! Neka nitko ne izgovori imena njezinih sinova!"
Htio si je osigurati prijestolje jer nije htio da mu bratići - sinovi Labarne i Tawannanne - otmu vlast.
Prema Richu Bealu Ḫattušili je taj koji je uništio Zalpu. Njegova je vladavina bila slična Labarninoj. 
Ḫattušili je išao i na Siriju. Tamo je uništio Alalaḫ, kojim je vladao Ammitaqu. Napao je i grad Uršu. Jedan tekst na akadskom nam govori o tome, ali se smatra legendom te nije jasno što je tu stvarno, a što izmišljeno. Početak i kraj teksta su izgubljeni.
Napao je i Arzawu u zapadnoj Anatoliji. Nije osvojio niti jedan grad. Poslije je uništio grad zvan Alaḫḫa, čija je lokacija nepoznata. Uništio je i grad Zarunu. 

### Osobnost
Ḫattušili se volio uspoređivati s lavom. Čini se da je imao visoko mišljenje o sebi.

### Brak i djeca
Ḫattušilijeva supruga se zvala Kadduši. Imali su sina Huziju, koji je bio vladar Tappaššande; kćer Ḫaštayar, koja je bila majka njegova nasljednika Muršilija I. te još jednu kćer.
Usvojio je svog nećaka Labarnu, sina svoje sestre. Usvojio je i unuka Muršilija.

### Službenici
Ḫattušilijevi službenici:
- Kizzui
- Zidi
- Nunnu
- Šarmaššu
- Ašgaliya
- Pappa
- Šandami (Tandami?)
- Zizzatta (žena)

### Kraj vladavine
Ḫattušilija je naslijedio unuk Muršili.